# Laposhasú acsák
A laposhasú acsák (laposacsák, Libellulidae) a rovarok (Insecta) osztályában a szitakötők (Odonata) rendjében a laposhasú acsafélék (Libelluloidea) öregcsalád névadó családja.

## Megjelenésük, felépítésük
Potrohuk feltűnően széles, többé-kevésbé lapos, oldala élben végződik. Szemük hátulsó szegélyén nincs szemölcsszerű kiemelkedés. A szárnyháromszög hegyesszöge nem oldalra, a szárnycsúcs felé, hanem a második szárny hátulsó szegélye felé néz.

## Alcsaládba nem sorolt nem
- Orionothemis